# Квантовый оракул
Квантовый оракул — квантовый аналог устройства типа «чёрного ящика».
Квантовый оракул для квантовой гамильтоновой системы может быть определён как унитарный оператор
{\displaystyle U_{f}:\ |x,y\rangle \to |x,y\oplus f(x)\rangle ,}
где символом {\displaystyle \oplus } обозначено побитовое сложение.
Унитарный оператор {\displaystyle U_{f}} для двухкубитной системы представляется четырьмя квантовыми вентилями, описываемыми матрицами 4 на 4, которые соответствуют четырём возможным функциям {\displaystyle f(x)}:
{\displaystyle {\hat {\mbox{I}}}={\begin{bmatrix}1&0&0&0\\0&1&0&0\\0&0&1&0\\0&0&0&1\end{bmatrix}}},
{\displaystyle {\mbox{CNOT}}={\begin{bmatrix}1&0&0&0\\0&1&0&0\\0&0&0&1\\0&0&1&0\end{bmatrix}}},
{\displaystyle {\hat {\mbox{I}}}\otimes {\mbox{NOT}}={\begin{bmatrix}0&1&0&0\\1&0&0&0\\0&0&0&1\\0&0&1&0\end{bmatrix}}},
{\displaystyle {\mbox{CNOT}}\cdot ({\hat {\mbox{I}}}\otimes {\mbox{NOT}})={\begin{bmatrix}0&1&0&0\\1&0&0&0\\0&0&1&0\\0&0&0&1\end{bmatrix}}}.
Квантовый оракул является обобщением классического оракула — устройства, вычисляющего функцию {\displaystyle f:G\to B^{n},} где {\displaystyle G} — конечная группа, а B = {0,1} — булево множество.
Квантовые оракулы используется в квантовых алгоритмах: алгоритме Дойча — Йожи, алгоритме Гровера, алгоритме Саймона.
В моделях квантовых роботов квантовые оракулы рассматриваются как частные случаи окружающей среды, не зависящей от времени.